# Peter Wurz
Peter Wurz (nacido el 29 de agosto de 1967 en Viena, Austria) es un exfutbolista austríaco. Jugaba de delantero y su primer club fue el Favoritner AC.

## Carrera
Comenzó su carrera en 1986 jugando para el Favoritner AC. Jugó para ese club hasta 1987. En ese año se pasó al Rapid Viena, en donde juega hasta 1988. En ese año se fue a España para integrarse a las filas del RCD Espanyol, en donde se mantuvo hasta 1989. En ese año regresó a Austria para formar parte del Rapid Viena por segunda vez. Se quedó hasta 1991, cuando ese mismo año se fue al VfB Mödling, en donde jugó hasta el año 1995. En ese año se fue al Wiener SC. Se quedó hasta el año 1996. Ese año se pasó al Wiener Neustadt, donde se retiró finalmente en 1998.

## Clubes
| Club            | País    | Año       |
| --------------- | ------- | --------- |
| Favoritner AC   | Austria | 1986-1987 |
| Rapid Viena     | Austria | 1987-1988 |
| RCD Espanyol    | España  | 1988-1989 |
| Rapid Viena     | Austria | 1989-1991 |
| VfB Mödling     | Austria | 1991-1995 |
| Wiener SC       | Austria | 1995-1996 |
| Wiener Neustadt | Austria | 1996-1998 |